# Kąciki (województwo podlaskie)
Kąciki – kolonia w Polsce położona w województwie podlaskim, w powiecie łomżyńskim, w gminie Jedwabne.
W latach 1975–1998 miejscowość administracyjnie należała do województwa łomżyńskiego.